# Stožer, Bijelo Polje
Stožer este un sat din comuna Bijelo Polje, Muntenegru. Conform datelor de la recensământul din 2003, localitatea are 257 de locuitori (la recensământul din 1991 erau 354 de locuitori).

## Demografie
În satul Stožer locuiesc 214 persoane adulte, iar vârsta medie a populației este de 43,2 de ani (41,5 la bărbați și 45,0 la femei). În localitate sunt 67 de gospodării, iar numărul mediu de membri în gospodărie este de 3,84.
Populația localității este foarte eterogenă.
|  |

| Demografie | Demografie | Demografie |
| An         | Locuitori  | Locuitori  |
| ---------- | ---------- | ---------- |
|            |            |            |
|            |            |            |
|            |            |            |
|            |            |            |
| 1948       | 511        |            |
| 1953       | 507        |            |
| 1961       | 588        |            |
| 1971       | 600        |            |
| 1981       | 476        |            |
| 1991       | 354        | 349        |
| 2003       | 279        | 257        |

| \| Componența etnică conform recensământului din 2003[2] \| Componența etnică conform recensământului din 2003[2] \| Componența etnică conform recensământului din 2003[2] \| Componența etnică conform recensământului din 2003[2] \| Componența etnică conform recensământului din 2003[2] \| \| ----------------------------------------------------- \| ----------------------------------------------------- \| ----------------------------------------------------- \| ----------------------------------------------------- \| ----------------------------------------------------- \| \| \| \| \| \| \| \| Sârbi \| Sârbi \| \| 156 \| 60,7% \| \| Muntenegreni \| Muntenegreni \| \| 87 \| 33,85% \| \| necunoscută \| necunoscută \| \| 3 \| 1,16% \| |              |  |     |        |
| Componența etnică conform recensământului din 2003 |              |  |     |        |
| |              |  |     |        |
| Sârbi | Sârbi        |  | 156 | 60,7%  |
| Muntenegreni | Muntenegreni |  | 87  | 33,85% |
| necunoscută | necunoscută  |  | 3   | 1,16%  |